# Zosterop de les Salomó
El zosterop de les Salomó (Zosterops kulambangrae) és un ocell de la família dels zosteròpids (Zosteropidae).

## Hàbitat i distribució
Habita boscos i vegetació secundària de les terres baixes de les illes de Kulambangra, Nova Geòrgia, Vangunu i altres petites illes de les Salomó centrals.